# Cueta beckerina
Cueta beckerina är en insektsart som beskrevs av Navás 1932. Cueta beckerina ingår i släktet Cueta och familjen myrlejonsländor. Inga underarter finns listade i Catalogue of Life.